# (4024) Ronan
(4024) Ronan (1981 WQ) – planetoida z pasa głównego asteroid okrążająca Słońce w ciągu 3 lat i 164 dni w średniej odległości 2,28 j.a. Została odkryta 24 listopada 1981 roku.